# La Zarza (Valladolid)

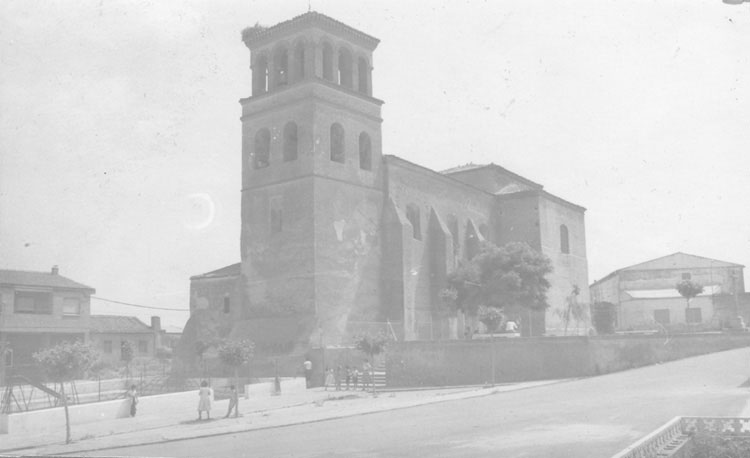
Het kerkje van La Zarza

La Zarza is een gemeente in de Spaanse provincie Valladolid in de regio Castilië en León met een oppervlakte van 24,03 km². La Zarza telt 113 inwoners (1 januari 2016).

## Demografische ontwikkeling
Bron: INE, 1857-2011: volkstellingen